# 2021년 대한민국
다음은 2021년 대한민국에서 일어났던 사건들을 정리해 놓은 문서이다. 

## 국가원수
제6공화국 (문재인 정부)
- 대통령 : 문재인
- 국무총리 : 정세균 (~4월 16일), 김부겸 (5월 14일~)
  - 국무총리 대행 : 홍남기 (4월 16일~5월 13일)

## 사건

### 1월 ~ 3월
- 1월 3일 : 성전환 강제전역 변희수 전 하사의 자살 사고가 있었다.[1]
- 1월 5일 : 이란 호르무즈 해협에서 대한민국 국적의 유조선이 이란에 의해 나포되었다. 이 유조선에는 20명이 승선한 상태이며 그 중 5명의 한국인 선원도 승선하고 있다. 이에 따라 청해 부대에 파견된 항공모함을 나포당한 해역에 출동하였다.
- 1월 31일 : 유니클로의 국내 최대 매장인 명동중앙점이 폐점하였다.[2]
- 2월 11일 - 한국민속촌이 설날, 정월대보름 맞이 행사를 진행하기 시작하였다.[3]
- 3월 2일 - 코로나19로 인해 2021년 진해벚꽃축제를 2년 연속으로 취소하기로 발표하였다.[4]
- 3월 22일 - 서울 패션 위크 행사를 랜선개막으로 시작하였다.[5]

### 4월 ~ 6월
- 4월 13일 : ‘6·25전쟁 참전 비정규군 공로자 보상에 관한 법률안’이 국회에서 공포되었다.[6][7]
- 4월 21일 - 노태우 전대통령 장남이 광주 5.18 묘지를 올해도 방문하였다.[8]
- 4월 23일 - 방문객들을 통한 코로나19 확산을 우려하여 충청북도 옥천군 옥천금강수변친수공원에 유채꽃밭을 갈아엎었다.[9]
- 5월 15일 - 전주 전주대사습놀이가 개막하였다.[10]
- 6월 22일 : 지난해 1월 개성공단에서 남측 인력이 모두 철수한 이후에도 수개월간 개성공단에 전력을 공급한 것으로 언론 보도가 있었다.[11]

### 7월 ~ 9월
- 7월 16일 : 일본 화장품 브랜드 시세이도의 이탈리아 명품 브랜드 돌체앤가바나의 화장품 브랜드 돌체앤가바나 뷰티가 유통업계의 말을 인용하며 올해 말 한국 시장에서 철수하는 것으로 가닥을 잡았다고 알려졌다.[12]
- 7월 17일 : 2021년 도쿄 올림픽에서 대표팀의 급식 지원 센터에서 일하게 되는 조리사와 영양사 등이 일본으로 출국하였다.[13]
- 7월 18일 : 장애인 최초 히말라야 14좌 완등에 성공한 뒤 브로드피크에서 하산하다 김홍빈 대장이 가파른 절벽 밑으로 추락했다.[14]
- 7월 23일 - 충남 보령시는 코로나19 문제 때문에 온라인, 오프라인 하이브리드로 보령머드축제를 시작하였다.[15]
- 8월 15일 : 사상 초유의 코로나19 사태로 해수욕장들이 이른 폐장을 시작하였다.[16]
- 9월 16일 : 지난 3월 발견한 한국 천주교 최초의 순교자 3인의 유해가 천주교 전주교구 초남이성지 교리당에 안치됐다.[17]
- 9월 25일 : 추석 연휴가 끝나고 중앙방역대책본부(방대본)는 25일 0시 기준으로 신규 확진자가 3천273명 늘었다고 알렸는데, 국내 코로나19 사태 후 첫 3천명대 확진자가 발생이었다.[18]
- 9월 28일 : 중대재해법이 내년 1월 시행하게 되었다.[19]

### 10월 ~ 12월
- 10월 1일 : 2021 횡성한우축제를 랜선에서 시작하였다.[20]
- 10월 5일
  - 한국정신대문제대책협의회(정대협) 대표와 그 후신인 정의기억연대 이사장을 지낸 윤미향 무소속 의원이 일본군 위안부 피해자 할머니들을 위한 후원금 일부를 횡령했다는 검찰의 공소장 내용이 공개됐다.[21]
  - 메이저리그에서 생활을 마치고 투수 양현종이 국내 복귀를 앞두고 입국하였다.[22]
  - 제3인터넷전문은행 토스뱅크가 출범하였다.[23]
- 10월 6일
  - 고위공직자범죄수사처에서 박지원 국정원장에 관한 입건이 있었다.[24]
  - 전직 경찰관이던 ‘김미영 팀장’으로 통하는 보이스피싱 조직 총책이 필리핀에서 검거되었다.[25]
- 10월 7일
  - 성전환 강제전역 변희수 전 하사에 관한 전역취소 판결이 있었다.[26]
  - 올해 임실 치즈 축제 행사가 코로나19 문제로 온라인에서 시작하였다.[27]
- 10월 8일 2년 만에 개최되는 전국체육대회가 코로나19 감염 우려로 일반부, 대학부를 제외한 대학입학 성적이 필요한 고등부만 출전하는 형식으로 개막하였다.[28]
- 10월 9일
  - 7월 초 시작된 국내 4차 대유행은 석 달 넘게 이어지며 중앙방역대책본부(방대본)는 9일 0시 기준으로 코로나19 신규 확진자가 1천953명 늘었다고 알렸는데, 나흘만에 1천명대로 떨어진 것이다.[29]
  - 충청북도 담양군 청풍호의 도담삼봉 인근에서 유람선과 모터보트가 충돌해 8명이 다쳤다.[30]
  - 코로나19 여파 때문에 '정조대왕 능행차' 행사가 온라인에서 시작하였다.[31]
- 10월 12일
  - 2021한복문화주간을 맞아 한복 홍보 차원에서 열린 오전 청와대에서 한복을 입고 참석자들의 국무회의가 화제가 되었다.[32]
  - 정부에서 베트남과 태국에 100만회분 이상의 코로나19 백신을 제공하기로 했다.[33]
- 10월 13일
  - 2021년 프로배구 V리그 개막을 앞두고 미디어데이 행사가 있었다.[34]
  - 입양아 정인 양의 사망 1주기를 추모하는 추모객들이 양평 공원묘역을 찾았다.[35]
  - 60대 남성이 어린 손자 두 명과 함께 아파트에서 추락해 숨지는 사건이 발생하였다.[36]
- 10월 14일 : 혈액암으로 투병 중이던 이완구 전 국무총리가 별세하였다.[37]
- 10월 15일 : 신임 기시다 일본 총리와 문재인 대통령과의 첫 전화통화가 있었다.[38]

## 같이 보기
- 코로나19 범유행